# Corticaria subamurensis
Corticaria subamurensis är en skalbaggsart som beskrevs av Saluk 1992. Corticaria subamurensis ingår i släktet Corticaria, och familjen mögelbaggar. Arten är reproducerande i Sverige.